# Гебель Ананій Семенович
Ананій Семенович Гебель (18 травня 1888, колонія Ефінгер, тепер Миколаївської області — 29 червня 1971, місто Київ?) — радянський діяч, голова Балтського та Чернігівського окрвиконкомів. Член ВУЦВК.

## Життєпис
Член РКП(б) з лютого 1919 року.
У вересні 1923 — 1924 року — голова виконавчого комітету Балтської окружної ради Одеської губернії.
У 1925 році — голова виконавчого комітету Чернігівської окружної ради Чернігівської губернії.
Потім перебував на відповідальній господарській роботі.
До червня 1937 року — керуючий тресту, член колегії Народного комісаріату харчової промисловості Української РСР.
12 червня 1937 року заарештований органами НКВС у Києві. 15 червня 1937 року звинувачений у шкідництві, терористичній діяльності (причетності до вбивства Кірова), диверсії, антирадянській агітації, та рішенням Військової колегії Верховного суду СРСР від 20 листопада 1937 року засуджений на 15 років виправно-трудових таборів та 5 років поразки у правах. Відбував термін у Орловській та Олександрівській в'язницях, у Сиблазі та Озерлазі. Працював на лісоповалі, будівництві залізниці. 5 листопада 1944 року заарештований у таборі та засуджений до ще 3 років ув'язнення (стаття 58-10). Звільнений 26 грудня 1955 року (за особистими підрахунками Ананія Гебеля він провів у таборах 18 років, 6 місяців та 24 дні). Реабілітований 13 червня 1956 року.
Помер 29 червня 1971 року.